# Przejście Północno-Wschodnie

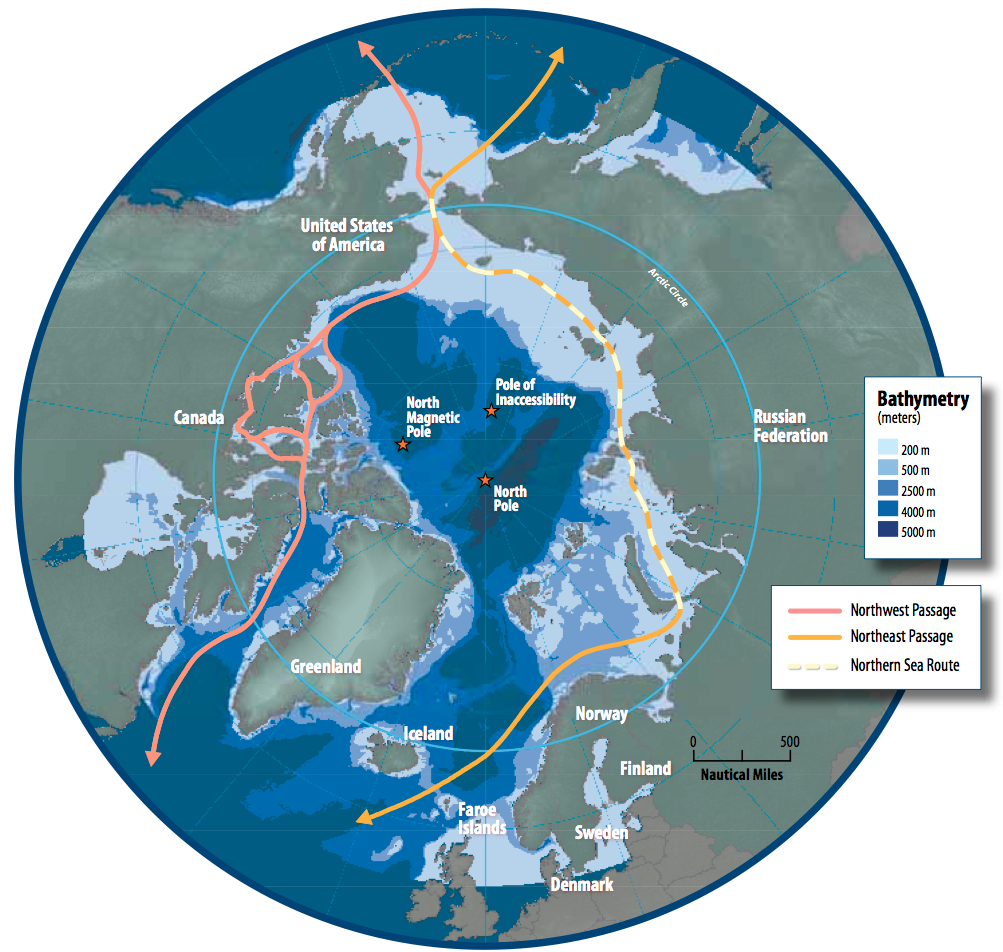
Drogi morskie w Arktyce: Przejście Północno-Zachodnie zaznaczone na czerwono, Przejście Północno-Wschodnie na pomarańczowo, Północna Droga Morska żółtą linią przerywaną

Zaznaczone na niebiesko Przejście Północno-Wschodnie i zaznaczona na czerwono alternatywna droga przez Kanał Sueski

Przejście Północno-Wschodnie  (ang. Northeast Passage ; ros. Северо-восточный проход, trb. Siewiero-wostocznyj prochod ) – droga morska w Arktyce, z Oceanu Atlantyckiego na Ocean Spokojny, wzdłuż północnych brzegów Eurazji. Główny odcinek Przejścia Północno-Wschodniego tworzy Północna Droga Morska.
Jako pierwszy Przejście Północno-Wschodnie pokonał w latach 1878–1879 Adolf Erik Nordenskiöld (1832–1901) płynąc na parowcu Vega trasą z zachodu na wschód. Pierwszego przepłynięcia szlaku w kierunku zachodnim – z Władywostoku do Archangielska – dokonał Boris Wilkicki (1885–1961) na lodołamaczach Tajmyr i Wajgacz.

## Geografia
Przejście Północno-Wschodnie to droga morska łącząca Ocean Atlantycki z Oceanem Spokojnym biegnąca w Arktyce wzdłuż północnych brzegów Eurazji  – od północnych wybrzeży Norwegii do wschodnich wybrzeży Syberii w Cieśninie Beringa. Od Narwiku do Prowidieniji Przejście Północno-Wschodnie ma około 7500 km długości .
Główną część Przejścia Północno-Wschodniego tworzy Północna Droga Morska . Podczas gdy Przejście Północno-Wschodnie nazywane jest czasami Północną Drogą Morską i wiele źródeł używa zamiennie terminów „Przejście Północno-Wschodnie” i „Północna Droga Morska”, Północna Droga Morska jest formalnie zdefiniowania w prawie rosyjskim jako droga prowadząca od cieśnin w archipelagu Nowa Ziemia łączących Morze Barentsa z Morzem Karskim do Przylądka Dieżniowa w Cieśninie Beringa . Północna Droga Morska liczy ok. 5600 km . Odcinek ten pozostaje skuty lodem przez większą część roku, jednak zarówno wcześniej Związek Socjalistycznych Republik Radzieckich jak i obecnie Rosja utrzymuje jego żeglowność . 
Przejście Północno-Wschodnie wiedzie na wschód od Morza Norweskiego i Morza Barentsa przez cieśninę Karskie Wrota na Morze Karskie i dalej przez Morze Łaptiewów, Morze Wschodniosyberyjskie i Morze Czukockie, do Cieśniny Beringa . Całe przejście jest żeglowne od końca czerwca do końca listopada . 

## Historia poszukiwań

### Geneza
Odkrycie Ameryki przez Krzysztofa Kolumba (1451–1506) i zajęcie nowo odkrytych ziem przez Hiszpanię doprowadziło do konfliktu z Portugalią. Zgodnie z traktatem z Alcáçovas (1479) wszystkie nowo odkryte terytoria na południe od Wysp Kanaryjskich miały należeć do Portugalii. Konflikt rozwiązał papież Aleksander VI (1431–1503) wydając bullę Inter caetera i dzieląc świat między Hiszpanię i Portugalię. Linia podziału była następnie negocjowana i została ostatecznie określona w traktacie z Tordesillas (1494). 
Znane szlaki morskie z Europy do Azji – wokół południowych krańców Afryki i Ameryki Południowej – zostały zmonopolizowane przez Portugalię i Hiszpanię, a szlaki lądowe długie i uciążliwe .
Stąd narodziła się potrzeba znalezienia alternatywnej drogi morskiej z Europy do Azji. Ówczesne błędne przekonanie, że słona woda morska nie zamarza, a lód na morzach buduje spływająca z lądu woda słodka, legło u podstaw przeświadczenia o istnieniu przejścia na północy. 

### Wyprawy
Poszukiwania alternatywnej drogi morskiej z Europy do Azji na północy były początkowo skoncentrowane na kierunku zachodnim – pierwsze próby podjęto pod koniec XV w. Zainteresowanie kierunkiem wschodnim przyszło w połowie XVI w. Poszukiwania organizowane były przede wszystkim przez Anglię i Holandię .

#### Kompania Moskiewska

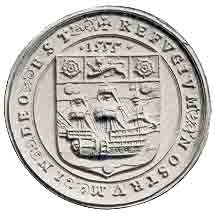
Pieczęć Kompanii Moskiewskiej (1555)

Pierwsza wyprawa angielska z 1553 roku została sfinansowana przez Kompanię Moskiewską (ang. Muscovy Company) kierowaną przez Sebastiana Cabota (1472–1557), który miał za sobą ekspedycje w poszukiwaniu Przejścia Północno-Zachodniego. Popłynęły trzy statki pod dowództwem Hugh Willoughby’ego (1516–1554), a głównym pilotem wyprawy został Richard Chancellor (zm. 1556). Statki zostały rozdzielone podczas sztormu u północnych wybrzeży Norwegii. 
Willoughby popłynął na wschód, docierając do wód okalających Nową Ziemię – widział ląd, lecz trudne warunki lodowe uniemożliwiły mu dalszą podróż. W drodze powrotnej statek Willoughby’ego utknął w lodzie przy Półwyspie Kolskim, ani on, ani nikt z jego załogi nie przeżył zimy. 
Chancellor dotarł do portu w Archangielsku i na zaproszenie cara Rosji zainteresowanego handlem z Anglią Iwana IV Groźnego (1530–1584) udał się do Moskwy, skąd wrócił z porozumieniami handlowymi. Po jego powrocie, w 1555 roku doszło do utworzenia spółki akcyjnej Kompanii Moskiewskiej, która została objęta protektoratem królewskim i otrzymała wyłączność na handel z Rosją. 
W 1556 roku Stephen Borough (1525–1584) popłynął w kolejną wyprawę Kompanii Moskiewskiej, której celem było dotarcie do ujścia rzeki Ob, jednak został zatrzymany przez masy lodu przy wejściu na Morze Karskie . Raport Borough’a o niezwykle trudnych warunkach klimatycznych spowodował brak zainteresowania kierunkiem północno-wschodnim przez kolejne 25 lat. Sama Kompania skupiła się na handlu z Rosją  – eksportowała angielskie tekstylia, a z Rosji sprowadzała futra.
Kolejna wyprawa została zorganizowana dopiero w 1580 roku – wysłano dwa statki pod dowództwem Arthura Peta i Charles’a Jackmana szlakiem Borough’a w celu eksploracji dalszej drogi. Pet znalazł cieśninę oddzielającą odkrytą przez Borough’a wyspę Wajgacz od stałego lądu – Jugorski Szar, lecz z uwagi na niesprzyjające warunki musiał zawrócić. Statek Jackmana zaginął wraz z całą załogą. 
Po 1581 roku zainteresowanie angielskie przejściem zmalało – według Millsa (2003) przyczyną było pogorszenie się stosunków między Anglią a Rosją w latach 1582–1583, a nie niepowodzenie wyprawy Peta. 

#### Wyprawy holenderskie
Konkurujący z angielskimi kupcy holenderscy założyli w 1556 roku własną kompanię handlową, a ich głównym agentem został Olivier Brunel (1552–1585), który w tym samym roku popłynął na północny wschód w poszukiwaniu drogi do Chin . U ujścia rzeki Dwiny założył holenderską faktorię i wkrótce Holendrzy założyli własną osadę w miejscu współczesnego Archangielska . Brunel najprawdopodobniej jako pierwszy Europejczyk z zachodu dotarł w 1576 roku drogą lądową do rzeki Ob . W 1584 roku zorganizował ekspedycję w poszukiwaniu drogi do Chin, przeprawił się na Morze Karskie, po czym zmuszony do odwrotu napotkał trudności i został uratowany przez Pomorców. Następnie widziano go na rzece Peczorze, a dalej słuch o nim zaginął.
Wyprawę Brunela sfinansował w dużej mierze holenderski kupiec z Middelburga Balthazar de Moucheron (ok. 1552–1630), który planował zorganizowanie kolejnej ekspedycji szlakiem Brunela i przejście na Morze Karskie przez Jugorski Szar. Kupcy amsterdamscy także zainteresowani kierunkiem północno-wschodnim preferowali natomiast trasę zalecaną przez kartografa Petrusa Planciusa (1552–1622), który utrzymywał, że Jugorski Szar to zbyt płytka cieśnina i nieżeglowna z uwagi na występujący tam lód, sugerując drogę na północ od Nowej Ziemi, którą uznawał za wyspę. Wobec braku konsensusu co do jednej trasy zdecydowano, że wyprawa popłynie obydwoma drogami. 

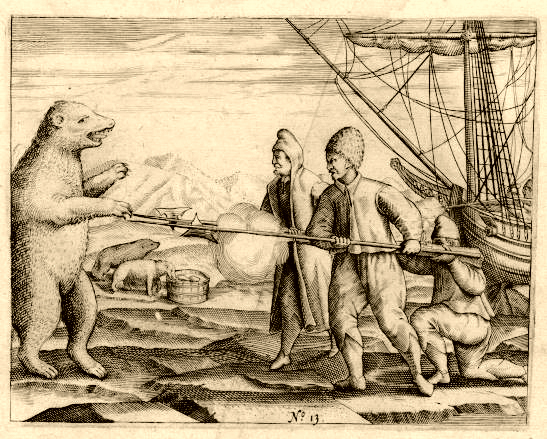
Rycina przedstawiająca spotkanie uczestników wyprawy Berentsa z niedźwiedziem polarnym, Gerrit de Veer, (1596)

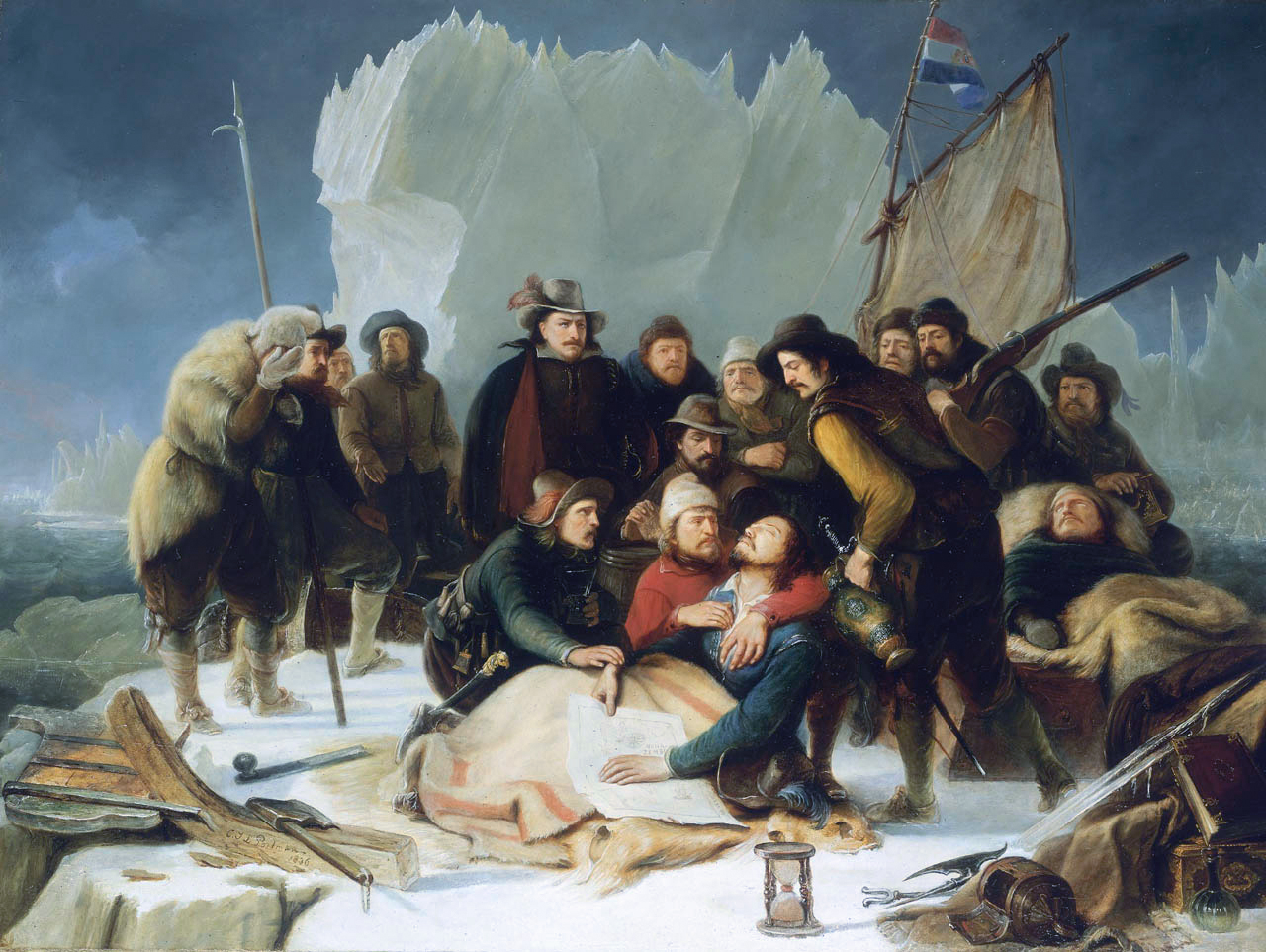
Śmierć Willema Barentsa, Christiaan Julius Lodewijk Portman (1836)

Mapa wypraw aryktycznych Barentsa (1598)

W 1594 roku na wyprawę ruszyły trzy statki pod dowództwem Willema Barentsa (1550–1597), Cornelisa Naya i Branta Ysbrantszoona. W ekspedycji uczestniczył również Jan Huygen van Linschoten (1563–1611). Barents dotarł do Nowej Ziemi, jednak jej opłynięcie od północy uniemożliwiały masy lodu, co zmusiło go do odwrotu na południe ku wyspie Wajgacz. Nay i Ysbrantszoon dopłynęli do Jugorskiego Szaru w sierpniu, gdzie napotkali Nieńców, którzy poinformowali ich od rozległym morzu na wschodzie, na które można się przedostać jedynie w ciągu sześciu tygodni kiedy cieśnina jest wolna od lodu. Nay i Ysbrantszoon przepłynęli na Morze Karskie, lecz zawrócili, by zmieścić się w oknie czasowym określonym przez Nieńców. Wyprawa powróciła do Holandii we wrześniu, przywożąc informacje o tym, że przeprawa dalej na wschód jest możliwa oraz wieści o wyspie z kryształami podobnymi do diamentów.
W 1595 roku ruszyła kolejna wyprawa – dowodził nią Nay, a Barents był głównym pilotem. Wystawiono siedem statków, na pokładzie których podróżowali także kupcy z towarem. W ekspedycji uczestniczył ponownie Jan Huygen van Linschoten. Wypłynięto jednak zbyt późno i po dotarciu do Jugorskiego Szaru, okazało się, że cieśninę zaczynał już blokować lód. Pod naciskiem Barentsa wyprawa była kontynuowana – pokonano cieśninę i statki wpłynęły na Morze Karskie, lądując na wyspie z rzekomymi diamentami, które okazały się być potłuczonym szkłem. Barents namawiał Naya, by zimować w Arktyce i kontynuować podróż w kolejnym roku. Wśród załogi doszło do buntu, pięciu prowodyrów zostało powieszonych, a po nieudanej próbie dalszej podróży Nay podjął decyzję o powrocie do Holandii.  
Wyprawa Naya przyniosła potężne straty fundatorom i zainteresowanie kierunkiem północno-wschodnim zmalało. Jednak wizja państwowej nagrody ustanowionej za odkrycie Przejścia Północno-Wschodniego, zachęciła kupców amsterdamskich do sfinansowania jeszcze jednej ekspedycji. Wysłano dwa statki pod dowództwem Jacoba van Heemskercka (1567–1607) i Jana Rijpa (1570-1613), a pilotem ponownie został Barents. Wyprawa miała podążać trasą Planciusa, który wierzył w istnienie otwartego morza polarnego bez lodu bliżej bieguna północnego. 
Ekspedycja wyruszyła w maju 1596 roku, osiągając w czerwcu 74°N i odkrywając wyspę, na której ubito niedźwiedzia polarnego – stąd jej nazwa Wyspa Niedźwiedzia. Następnie kontynuowano podróż na północ wzdłuż zachodniej krawędzi archipelagu Svalbard, a wobec napotkanych mas lodu, skierowano się na zachód i odkryto Spitsbergen. Po kolejnej bezowocnej próbie dotarcia do morza polarnego statki wróciły na południe – Rijp podjął próbę przeprawy na wschód od Wyspy Niedźwiedziej, a van Heemskerck z Barentsem na wschód od Nowej Ziemi. 
W lipcu van Heemskerck z Barentsem wylądowali na zachodnim wybrzeżu Nowej Ziemi, a następnie podążali na północ i w sierpniu opłynęli jej północny przylądek wydostając się na Morze Karskie. Tam - na szerokości 76°12’N - zostali uwięzieni w lodzie i zmuszeni do spędzenia zimy w Arktyce. 17-osobowa załoga założyła obóz na Nowej Ziemi i zbudowała schronienie z drewna wyrzuconego na brzeg. Zapasy żywności uzupełniano mięsem upolowanych lisów i niedźwiedzi polarnych. Trzech uczestników wyprawy zaczęło cierpieć z powodu nadmiaru witaminy A wskutek regularnego spożywania wątroby niedźwiedziej. Wszyscy byli osłabieni przez szkorbut. W czerwcu kolejnego roku lód zaczął ustępować i polarnicy podjęli próbę przeprawy na kontynent dwoma szalupami. Wkrótce zmarł Barents oraz jeden z żeglarzy. Pozostali przez ponad 40 dni tułali się po wodach Morza Karskiego, aż pod koniec lipca napotkali Pomorców, którzy ich nakarmili i pokierowali na wyspę Kildin, skąd udali się do ujścia Koły, gdzie z misją handlową przebywał Rijp. Pozostali przy życiu uczestnicy wyprawy dotarli do domu w listopadzie.

#### Wyprawy Henry’ego Hudsona
Angielski żeglarz Henry Hudson (1565–1611) pływał zarówno na zlecenie kupców angielskich jak i kupców holenderskich. 
W 1607 roku Hudson pożeglował na zlecenie angielskiej Kompanii Moskiewskiej na poszukiwania przejścia przy biegunie północnym do Japonii i Chin . Przekonany o istnieniu nieskutego lodem morza polarnego udał się na północ; po napotkaniu mas lodu skierował się na wschód, docierając na Spitsbergen . W kolejnym roku także finansowany przez Kompanie Moskiewska popłynął trasą między Svalbardem a Nową Ziemią – jednak po napotkaniu mas lodu zawrócił do Anglii . 
W 1609 roku poszukiwania Przejścia Północno-Wschodniego zleciła mu Holenderska Kompania Wschodnioindyjska. W Amsterdamie dowiedział się o dwóch możliwych trasach Przejścia Północno-Zachodniego, co wzbudziło jego zainteresowanie . Jednak w przypadku niepowodzenia wyprawy w kierunku północno-wschodnim zobowiązał się do powrotu najpierw do Holandii . Hudson wyruszył na statku „Halve Maen” w kwietniu 1609 roku, docierając w pobliże Nowej Ziemi. Niesprzyjające warunki i ryzyko buntu załogi spowodowały, że zawrócił. Zamiast udać się do Amsterdamu, zaproponował załodze wyprawę w poszukiwaniu Przejścia Północno-Zachodniego . Ekspedycja ruszyła przez Atlantyk na zachód, docierając do Nowej Fundlandii, wybrzeży Labradoru i dalej do zatoki nazwanej później na cześć Hudsona . 
Niepowodzenie angielskich i holenderskich wypraw Hudsona zdawały się potwierdzać brak żeglowności Morza Karskiego – komercyjne zainteresowania zaczęły skupiać się na rybołówstwie i wielorybnictwie w regionie Spitsbergenu. 

#### Wyprawy rosyjskie
Pod koniec XVI wieku Rosjanie wykorzystywali morski szlak handlowy do ośrodka handlu futrami w Mangazei nad rzeką Taz w zachodniej Syberii, który biegł od ujścia Dwiny, wzdłuż północnego wybrzeża, przez Jugorski Szar i dalej do Jamału . Na początku XVII w. zaprzestano jednak jego użytkowania wskutek zakazów carskich . Car Michał I Romanow (1596–1645) zakazał najpierw żeglugi statkom zagranicznym poza region Morze Białego (1616), a później wszelkiej żeglugi na wschód od rzeki Peczory. 

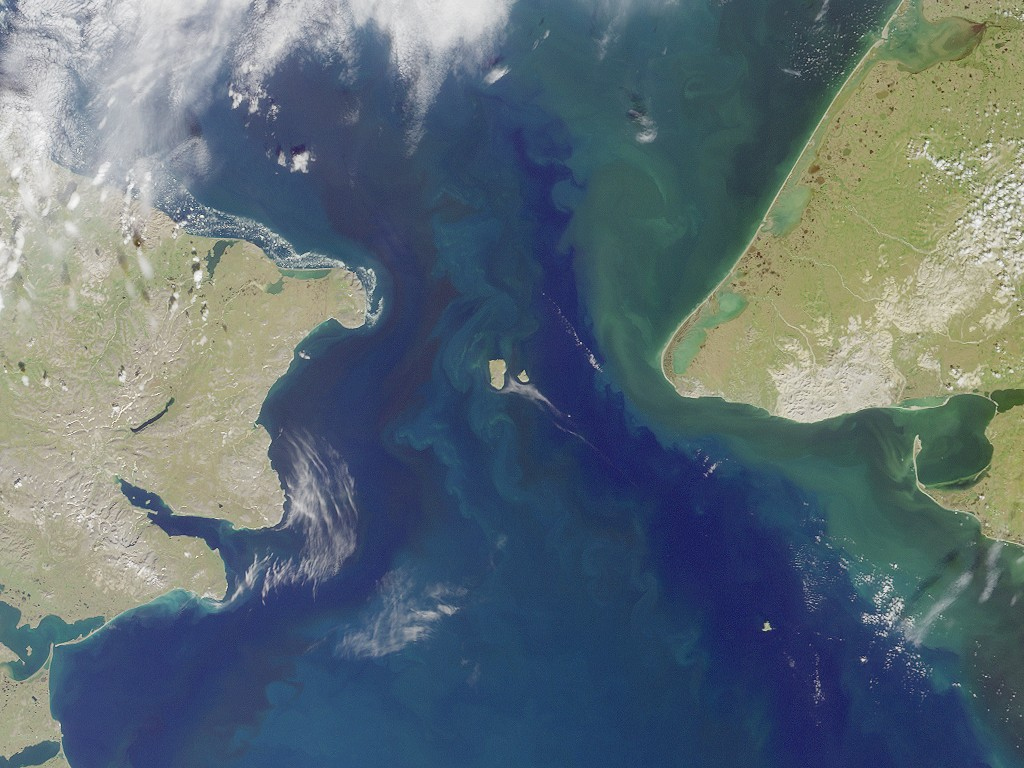
Cieśnina Beringa – zdjęcie satelitarne

W pierwszej połowie XVII w. Kozacy opanowali tereny Syberii, pozyskując futra od ludów tubylczych . Statki handlowe zaczęły pływać na odcinku między Kołymą a Leną . W 1648 roku poszukujący futer Siemion Dieżniow (1605–1673) przepłynął od ujścia Kołymy do dorzecza rzeki Anadyr na wschód od Gór Kołymskich . Trzy z jego siedmiu statków dotarły do wejścia do Cieśniny Beringa – do przylądka nazwanego później na cześć Dieżniowa . Statek Dieżniawa dopłynął aż do Przylądka Olutorskiego . Dieżniow uznawany jest za pierwszego Europejczyka, który przepłynął Cieśninę Beringa . Jego raport z podróży pozostawał w archiwach w Jakucku i został znaleziony przez niemieckiego historyka Gerharda Friedricha Müllera (1705–1783) dopiero w 1736 roku – po wyprawie Beringa . 

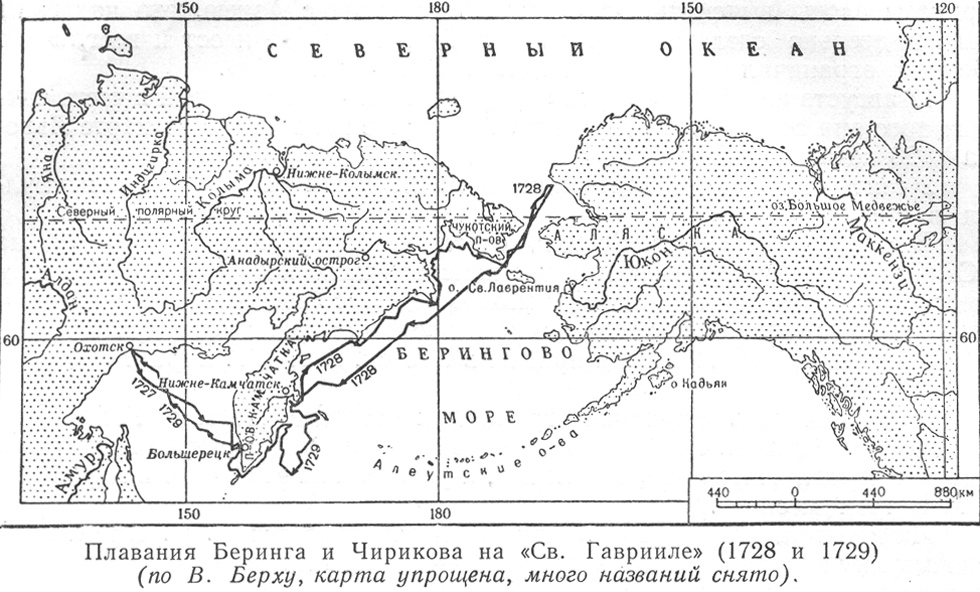
Trasa I. wyprawy Beringa na Kamczatkę (XIX w.)

W latach 20. XVIII w. car Piotr I Wielki (1672–1725) zlecił zbadanie wschodnich regionów imperium . W 1724 roku zadanie to powierzono duńskiemu oficerowi w służbie rosyjskiej marynarki Vitusowi Beringowi (1681–1741), który miał zbadać czy Azję i Amerykę Północną łączy ląd . Było to istotne zarówno dla poszukiwań Przejścia Północno-Wschodniego jak i zamiarów kolonizacji Ameryki Północnej przez Rosję . W lutym 1725 roku Bering wyruszył drogą lądową na wschód, podążając za wysłanymi wcześniej wozami z zaopatrzeniem i sprzętem pod nadzorem Aleksieja Czirikowa (1703–1748). W marcu dotarł do Tobolska, a we wrześniu do Ilimska, gdzie przezimowano. W czerwcu 1726 roku dojechał do Jakucka, skąd po uzupełnieniu zapasów wyruszył do Ochocka. Tam zbudowano statek i w sierpniu 1727 roku Bering przeprawił się przez Morze Ochockie na Kamczatke, gdzie przezimował w osadzie Bolszerieck. 
Na Kamczatce zbudowano kolejny statek, którym Bering popłynął dalej na północ. Na szerokości 64°18’N spotkał Czukczów, którzy poinformowali go, że nie ma przesmyku na wschód, a jedynie ciąg wysp. Wkrótce potem odkryto Wyspę Świętego Wawrzyńca. Wbrew radom Czirikowa, by kontynuować podróż do Kołymy i w ten sposób udowodnić brak połączenia lądowego z Ameryką Północną, Bering usatysfakcjonowany osiągnięciem 65°30’N i wobec braku bezpiecznych miejsc do przezimowania, zdecydował o powrocie na Kamczatkę. Utrzymująca się gęsta mgła uniemożliwiła mu dostrzeżenie lądu Ameryki Północnej, nawet z nowo odkrytych Wysp Diomedesa. Niemniej jednak Bering wywnioskował, że kontynenty nie są ze sobą połączone . Wyprawa przezimowała w Ust´-Kamczatsku. W 1729 roku Bering zmapował wschodnie i zachodnie wybrzeże Kamczatki oraz przestudiował relacje tubylców na temat lądu na wschodzie. Popłynął nawet 200 km na wschód, docierając prawie do Wysp Komandorskich, jednak mgła i niesprzyjające wiatry uniemożliwiły mu dalszą podróż. Bering powrócił na Kamczatkę, skąd udał się do Ochocka i z powrotem przez Syberię do Petersburga, dokąd dotarł w 1730 roku.
W 1730 roku Bering przedstawił plan drugiej wyprawy na Kamczatkę, z sugestiami ekspedycji na południe do Japonii i do Ameryki Północnej w celu nawiązania kontaktów handlowych oraz zmapowania regionu arktycznego między Obem a Leną. Plan uzyskał aprobatę senatu i został rozbudowany przez admiralicje – ekspedycja miała mapować całe rosyjskie wybrzeże arktyczne od Archangielska do Kamczatki. Wyprawa znana jako Wielka Ekspedycja Północna (1733–1743) była największym tego typu przedsięwzięciem w Arktyce do XX w. – uczestniczyło w niej okresowo nawet 1000 osób. Jej uczestnicy zmapowali ogromne obszary arktycznego wybrzeża Syberii i zachęcali kupców syberyjskich do rozwinięcia handlu futrami na wyspach w pobliżu Alaski
 . Wybrzeże arktyczne zostało podzielone na pięć sekcji, które zostały przedzielone poszczególnym grupom do zmapowania. Za odcinek od Archangielska do Obu odpowiadali Stiepan Murawiew i Stiepan Małygin, za obszar od Obu do Jeniseju Dmitrij Owczin, od Jeniseju do Tajmyr – Fiodor Minin (1709–1742), od Tajmyru do Leny – Wasilij Proncziszczew (1702–1736) i Chariton Łaptiew (1700–1763), od Leny do Anadyru – Dmitrij Łaptiew (1701–1771). Sam Bering odpowiadał za północną część Kamaczatki. Zanim tam jednak dotarł, to przez trzy lata nadzorował organizację wyprawy z Jakucka. W czerwcu 1741 roku Bering opuścił Kamczatkę na statku „Św. Piotr”, a towarzyszący mu ponownie Aleksiej Czirikow na pokładzie statku „Św. Paweł” . Statki zostały rozdzielone podczas sztormu – Czirikow odkrył kilka z wysp Aleutów, a Bering dotarł do Zatoki Alaska . Cierpiący na szkorbut Bering nie był w stanie dowodzić statkiem, który rozbił się w listopadzie 1741 roku u wybrzeży Wyspy Beringa. Sam Bering zmarł na wyspie miesiąc później. W tym samym roku Siemion Czeluskin (1700–1764), badający w ramach ekspedycji Tajmyr, dotarł do najdalej wysuniętego na północ punktu Eurazji – przylądka później nazwanego na jego cześć . Uczestnicy Wielkiej Ekspedycji Północnej zmapowali ogromne obszary regionów północnych, sporządzając 62 mapy wybrzeża arktycznego i Kamczatki . Masy lodu uniemożliwiały eksplorację droga morska – odcinek od Zatoki Czauńskiej do Cieśniny Beringa pozostawał niezbadany . 

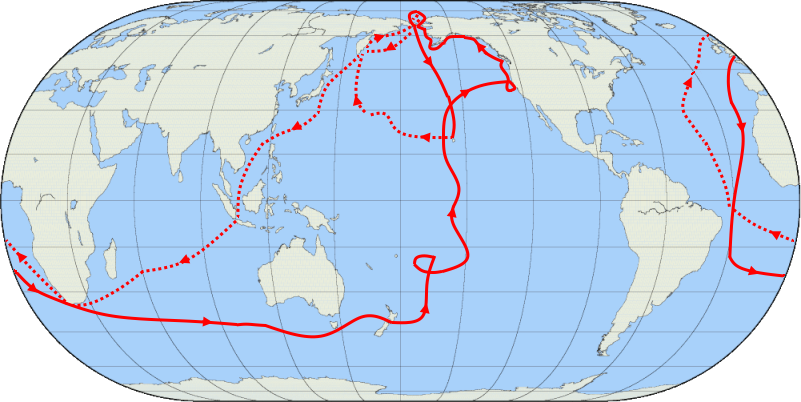
Trasa trzeciej wyprawy Jamesa Cooka – kolorem czerwonym oznaczono szlak przebyty przed śmiercią Cooka, a niebieskim po jego śmierci

Dopiero w 1778 roku James Cook (1728–1779), poszukujący przejścia od strony zachodniej , przepłynął przez Cieśninę Beringa, docierając do Półwyspu Czukockiego  i sporządził dokładne mapy wybrzeża Alaski od Góry Świętego Eliasza do Cieśniny Beringa i dalej , docierając do Półwyspu Czukockiego . Cook był pierwszym Europejczykiem, który widział obydwa brzegi cieśniny, potwierdzając brak połączenia lądowego między Eurazją a Ameryką Północną . 
Osiągnięcie to sprowokowało odpowiedź rosyjską – caryca Katarzyna II Wielka (1729–1796) zleciła zbadanie Półwyspu Czukockiego członkowi wyprawy Cooka nawigatorowi Josephowi Billingsowi (1758–1806) . Luki na mapie Półwyspu Czukockiego uzupełnił ostatecznie Ferdinand von Wrangel (1797–1870), badający w latach 1821–1823 wybrzeże półwyspu na wschód aż do Zatoki Koluczyńskiej .

### Przepłynięcie Przejścia Północno-Wschodniego
W 1872 roku nieudaną próbę przepłynięcia Przejścia Północno-Wschodniego z zachodu na wschód podjęła austro-węgierska ekspedycja pod dowództwem Karla Weyprechta (1838–1881) i Juliusa Payera (1841–1915) . Plan zakładała przezimowanie na przylądku Czeluskin lub na Wyspach Nowosyberyjskich . Statek wyprawy „Tegetthoff” zdryfował na północ na Morzu Barentsa – odkryto wówczas Ziemie Franciszka Józefa .

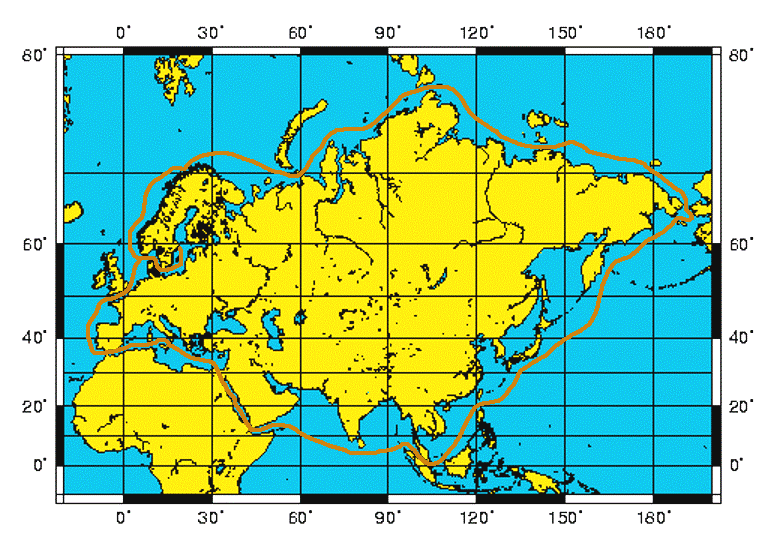
Trasa wyprawy Nordenskiölda (1878–1879)

W latach 1878–1879 Adolf Erik Nordenskiöld (1832–1901) jako pierwszy w historii przepłynął Przejście Północno-Wschodnie, płynąc na parowcu „Vega” trasą z zachodu na wschód . Wyprawę poprzedziły dwie ekspedycje – w 1875 i w 1876 roku – kiedy Nordenskiöld zbadał Morze Karskie do ujścia Jeniseju . Na podstawie obserwacji wówczas poczynionych Nordenskiöld spodziewał się, że cieplejsze wody rzeczne Obu i Jeniseju pod koniec lata wpłyną na otwarcie wód morskich dla żeglugi przy linii brzegowej. Doszedł do wniosku, że odpowiednio planując przeprawę, przepłynięcie przez Przejście Północno-Wschodnie będzie możliwe. Do pomysłu przekonał przemysłowców Oscara Dicksona (1823–1897) i Aleksandra Sibiriakowa (1849–1933) oraz króla Szwecji i Norwegii Oskara II (1829–1907). 

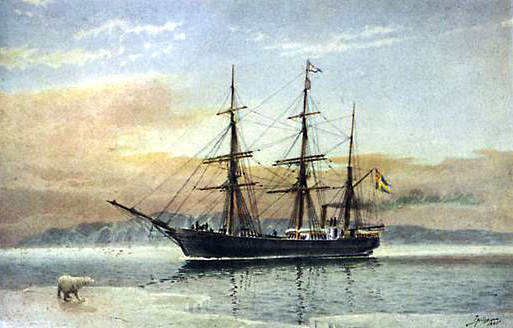
„Vega” na obrazie Jacoba Hägga

Na potrzeby ekspedycji przygotowano statek parowy „Vega” dowodzony przez Louisa Palandera (1842–1920), któremu towarzyszyły trzy statki handlowe Sibiriakowa „Lena”, „Fraser” i „Express”. Z Nordenskiöldem na pokładzie „Vega” wraz z „Leną” wyruszyły z Tromsø 17 lipca 1878 roku i po dwóch tygodniach spotkały się ze statkami „Fraser” i „Express” w ciśnienie Jugorski Szar. W sierpniu dotarły do portu Dikson skąd „Fraser” i „Express” wpłynęły do rzeki Jenisej, a „Vega” wraz z „Leną” popłynęły dalej wzdłuż wybrzeży Tajmyru. Zoczono wówczas grupę wysp – nazwaną później Archipelagiem Nordenskiölda. Statki opłynęły przylądek Czeluskin i „Lena” wpłynęła na wody Leny, by dostarczyć towar do Jakucka. Na początku września „Vega” dopłynęła do Półwyspu Czukockiego. Dalszą żeglugę uniemożliwiła gęsta mgła, coraz krótszy dzień i coraz większe masy lodu – Nordenskiöld zmuszony był przezimować w Zatoce Koluczyńskiej. Podróż kontynuowano w lipcu 1879 roku i w ciągu dwóch dni dopłynięto do Cieśniny Beringa. „Vega” wróciła do Szwecji przez Kanał Sueski w 1880 roku. 

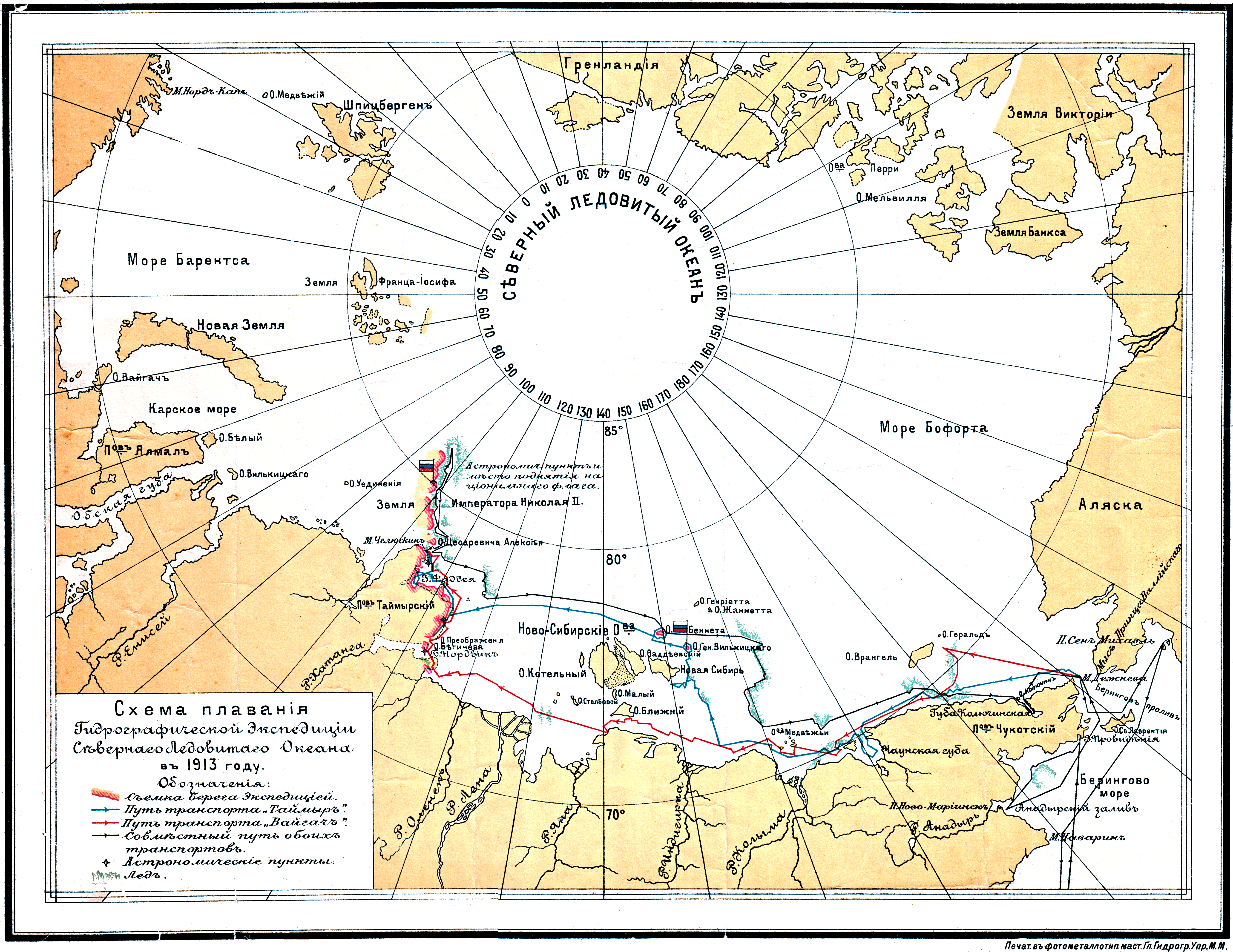
Trasa Ekspedycji hydrograficznej Północnego Oceanu Lodowatego (1913)

W latach 1914–1915 miało miejsce pierwsze przepłynięcie szlaku w kierunku zachodnim (punktem początkowym był Władywostok, zaś końcowym Archangielsk) – dokonał tego Boris Wilkicki (1885–1961) na lodołamaczach Tajmyr i Wajgacz . Przeprawa odbyła się w ramach Ekspedycji hydrograficznej Północnego Oceanu Lodowatego (ros. Гидрографическая экспедиция Северного Ледовитого океана) . Przez trzy lata Tajmyr i Wajgacz badały wybrzeże Syberii, a w 1913 roku dotarły do Tajmyru, gdzie na północy odkryto archipelag Ziemi Północnej wraz z Małym Tajmyrem . Odkryto również Wyspę Bennetta i Wyspy Generała Wilkickiego. W 1914 roku lodołamacze rozpoczęły rejs na zachód do Archangielska i po przezimowaniu na zachodnim wybrzeżu Tajmyru dotarły na miejsce latem 1915 roku .  
Pierwszego przepłynięcia szlaku w ciągu jednego sezonu nawigacyjnego z zachodu na wschód dokonał Otto Szmidt (1891–1956) w 1932 roku.

### Wykorzystanie Przejścia Północno-Wschodniego
W latach 20. XX w. Związek Radziecki zaczął rozwijać Północną Drogę Morską jako szlak transportowy pomiędzy portami północy i w latach 30. zaczęły pływać tędy w miesiącach letnich statki towarowe . Podczas II wojny światowej szlak był wykorzystywany przez aliantów do transportu zaopatrzenia z zachodniego wybrzeża Stanów Zjednoczonych do portów w północnej Syberii . 
Po wojnie ruch Północną Drogą Morską zwiększył się dzięki użyciu lodołamaczy i wydłużeniu sezonu letniego . Transport był również silnie dotowany przez państwo, a brak subsydiów po upadku Związku Radzieckiego doprowadził do jego załamania . 
Od 1991 roku przejście jest otwarte dla żeglugi międzynarodowej . W 1995 roku miała miejsce „pokazowa” przeprawa statkiem komercyjnym z Jokohamy do Kirkenes w związku z zainicjowanym przez Rosję międzynarodowym programem na rzecz badań nad możliwościami zwiększonego wykorzystania szlaku . Zainteresowanie przejściem zwiększyło się w 2007 roku, po raportach o coraz mniejszej pokrywie lodowej .  
Pierwsze zagraniczne statki handlowe pokonały całe przejście w 2009 roku . W 2010 roku całe przejście przepłynęły pierwszy statek pasażerski i pierwszy tankowiec . W latach 2010–2019 na trasie Północnej Drogi Morskiej przeprowadzono 89 tranzytów międzynarodowych, z czego 68 rejsów odbyło się z lub do portu zagranicznego . Trasa wykorzystywana jest chętnie do kosztownego transportu skroplonego gazu – jest znacznie tańsza niż transport przez Kanał Sueski .  
W 2020 roku przejście pokonał samodzielnie, drogą ze wschodu na zachód, pierwszy statek żaglowy – STS Siedow .